# گادمرشم
گادمرشم (به انگلیسی: Godmersham) یک روستا و محله مدنی در بریتانیا است که در Ashford واقع شده‌است. گادمرشم ۱۵٫۷ کیلومتر مربع مساحت و ۳۷۶ نفر جمعیت دارد.